# Marla (Austrália Meridional)
Marla é uma localidade no noroeste do estado da Austrália Meridional a aproximadamente 1 100 quilômetros (680 mi) da capital Adelaide e a aproximadamente 402 quilômetros (250 mi) ao sul da cidade de Alice Springs no Território do Norte.
Foi oficialmente constituída sob a lei Crown Lands Act 1929-1980 em 21 de maio de 1981 e tornada localidade sob o Geographical Names Act 1991 em 8 de fevereiro de 2001, que assinalou limites iguais aos da vila. O nome deriva do "buraco de Marla" situado a oeste da localidade e cujo nome é considerado em última análise uma corruptela do termo aborígene marlu - ‘um canguru’".
Geoffrey H. Manning, um historiador sul-australiano, relata que a vila foi criada como um lugar para "a provisão de serviços essenciais aos viajantes que atravessam o continente" e para funcionar como centro administrativo para a parte noroeste do estado, incluindo as terras de Anangu Pitjantjatjara Yankunytjatjara e o campo de extração de opalas de Mintabie, situado a oeste de Marla.
A rodovia denominada Stuart Highway passa ao sudoeste de Marla, enquanto o alinhamento da ferrovia que liga Adelaide a Darwin situa-se fora de seus limites, a sudoeste da rodovia. Existe uma parada designada na ferrovia com o nome Marla Siding no lado sul da ferrovia, mas esta parada não está sendo usada pelos serviços, tais como The Ghan.
Marla possui um centro de saúde mantido em nome do governo estadual pelo Royal Flying Doctor Service of Australia, uma delegacia de polícia regional e um complexo particular chamado Marla Travellers Rest composto por uma estalagem, hotel, restaurante, posto de combustível e serviços e mercado".
Conforme os dados do censo australiano de 2016, Marla tinha uma população de 100 habitantes. O código postal de Marla é 5724.
O aeroporto de Marla (também conhecido como aeródromo) situa-se a aproximadamente 1,8 milhas náuticas (3,3 km) ao sul da vila, na localidade adjacente de Welbourn Hill.